# Список керівників держав 1722 року
Список керівників держав 1722 року — це перелік правителів країн світу 1722 року.
Список керівників держав 1721 року — 1722 рік — Список керівників держав 1723 року — Список керівників держав за роками

## Європа
- Королева Великої Британії Георг I (1714—1727)
- Балканський півострів
  - Князь-єпископство Чорногорія — Данило Петрович-Негош (1697—1735)
  - Королівство Сербія — губернатор Карл Александр Вюртемберзький (1720—1733)
- Балтія
  - Герцогство Курляндії і Семигалії — Анна, майбутня російська імператриця (1711—1730)
- Італія
  - Венеційська республіка — дож Джованні II Корнаро (1709—1722); Альвізе III Себастьяно Моченіго (1722—1732)
  - Гуастальське графство — Антоніо Ферранте Гонзага (1714—1729)
  - Герцогство Масси і Каррари — Альдерамо Чібо-Маласпіна (1715—1731)
  - Герцогство Модени і Реджо — Рінальдо д'Есте (1694—1737)
  - Герцогство Парми та П'яченци — Франческо Фарнезе (1694—1727)
  - Неаполітанське королівство — Карл VI (1713—1734)
  - Сардинське королівство — Віктор-Амадей II (1720—1730)
  - Сицилійське королівство — Карл VI Габсбург (1720—1734)
  - Сорське герцогство — Антоніо I Бонкомпаньї (1707—1731)
  - Велике герцогство Тосканське — Козімо III Медічі (1670—1723)
  - Трентське князівство-єпископство — Джованні Мікеле Спаур (1696—1725)
- Кавказ
  - Абхазьке князівство — Ростом Шервашидзе (1700—1730)
  - Арагві (еріставство) (არაგვის საერისთავო) — Георгій I (1696—1723)
  - Газікумухське ханство — Сурхай-хан I (1700—1741)
  - Кабарда — Ісламбек Місостов (1720—1721; 1721—1732)
  - Картлі — Вахтанг VI (1719—1724)
  - Гурійське князівство — Георгій Гурієлі (1714—1716; 1716—1726)
  - Кахетинське царство — Давид II (1703—1722); Костянтин II (1722—1732)
  - Мегрельське князівство — Бежан Дадіані (1715—1728)
  - Ширванське ханство — Хаджі-Дауд Мюшкюрський (1722—1728)
- Німеччина
  - Австрійське ерцгерцогство — Карл VI Габсбург (1711—1740)
  - Ангальтське князівство — Ангальт-Цербст (князівство) — Йоганн Август (1718—1742); Ангальт-Дессау — Леопольд I (1693—1747); Ангальт-Кетен — Леопольд (1704—1728); Ангальт-Бернбург — Віктор II Фрідріх Ангальт-Бернбурзький (1721—1765); Ангальт-Дорнбург — Христіан Авґуст Ангальт-Цербстський (1704—1742)
  - Ансбаське князівство — Вільгельм Фрідріх (1703—1723)
  - Баварське герцогство — Максиміліан II (1679—1726)
  - Баден-Баденське маркграфство — Людвиг Георг (1707—1761)
  - Байройтське князівство — Георг Вільгельм (1712—1726)
  - Берзьке герцогство — Карл III Філіпп (1716—1742)
  - Берхтесгаденське пробство — Йозеф Клеменс (1688—1723)
  - Бранденбурзьке маркграфство — курфюрст Фрідріх-Вільгельм I (1713—1740)
  - Брауншвейг-Вольфенбюттельське князівство — Август-Вільгельм Брауншвейг-Вольфенбюттельський (1714—1731)
  - Бріксенське князівство-єпископство — Каспар Ігнац фон Кюнігль (1703—1747)
  - Вюртемберзьке герцогство — Ебергард Людвіг (1677—1733)
  - Вюрцбурзьке князівство-єпископство — Йоганн Філіп Франц фон Шенборн (1719—1724)
  - Ганноверське курфюрство — Георг I (1698—1727)
  - Гессен-Гомбурзьке ландграфство — Фрідріх III (1708—1746)
  - Гессен-Дармштадтське ландграфство — Ернст Людвіг (1678—1739)
  - Гессен-Кассельське ландграфство — Карл (1670—1730)
  - Гільдесгаймське князівство-єпископство — Йозеф Клеменс (1702—1723)
  - Гогенцоллерн-Гехінген — Фрідріх Вільгельм Гогенцоллерн-Гехінген (1671—1730)
  - Гогенцоллерн-Зігмарінгенське князівство — Йосиф Гогенцоллерн-Зігмарінген (1715—1769)
  - Гогенцоллерн-Хайгерлоське князівство — Фердинанд Антон Леопольд Гогенцоллерн-Хайгерлох (1702—1750)
  - Зальцбурзька архідієцезія — Франц Антон фон Гаррах цу Рора (1709—1727)
  - Кельнське курфюрство — Йозеф Клеменс (1688—1723)
  - Клебурзьке пфальцграфство — Густав Цвайбрюккенський (1701—1731)
  - Констанцьке князівство-єпископство — Йоганн Франц Шенк фон Штауффенберг (1704—1740)
  - Пфальцьке курфюрство (Курпфальц) — Карл III Філіпп (1716—1742)
  - Ліппе-Детмольд — Симон Генріх Адольф (1718—1734)
  - Ліхтенштейн — Йосиф Йоганн Адам Ліхтенштейн (1721—1732)
  - Любекське князівство-єпископство — Крістіан Август Гольштейн-Готторпський (1705—1726)
  - Магдебурзьке герцогство — Густав фон Мардефельд (1720—1739)
  - Майнцьке курфюрство — Лотар Франц фон Шенборн (1695—1729)
  - Марк (графство) — Фрідріх-Вільгельм I (1713—1740)
  - Мекленбург-Шверінське герцогство — Карл Леопольд Мекленбург-Шверинський (1713—1747)
  - Велике герцогство Мекленбург-Штреліцьке — Адольф Фрідріх III Мекленбург-Штреліцький (1708—1752)
  - Нассау-Зіген — Фрідріх-Вільгельм-Адольф Нассау-Зігенський (1707—1722); Фрідріх Вільгельм II Нассау-Зігенський (1722—1734)
  - Нассау-Саарбрюккен — Карл Людвіг (1713—1723)
  - Ольденбурзьке графство — Фредерік IV (1699—1730)
  - Королівство Пруссія — Фрідріх-Вільгельм I (1713—1740)
  - Пфальц-Зульцбах — Теодор Есташ Зульцбаський (1708—1732)
  - Пфальц-Цвайбрюккен — Густав Цвайбрюккенський (1718—1731)
  - Ранцау (графство) — Вільгельм Адольф цу Ранцау (1721—1726)
  - Рейс-Еберсдорф — Генріх XXIX (1711—1747)
  - Рітберзьке графство — Марія Ернестина Франциска (1699—1746)
  - Саксен-Гота-Альтенбурзьке герцогство — Фрідріх II (1691—1732)
  - Саксен-Веймар — Вільгельм Ернст Саксен-Веймарський (1683—1728)
  - Саксен-Кобург-Заальфельд — Йоганн Ернст Саксен-Кобург-Заальфельдський (1699—1729)
  - Саксен-Майнінгенське герцогство — Ернст Людвіг I (1706—1724)
  - Шаумбург-Ліппське князівство — Фрідріх Крістіан (1681—1728)
  - Шварцбург-Рудольштадтське князівство — Фрідріх Антон I (1718—1744)
- Піренейський півострів
  - Іспанське королівство — Філіп V (1700—1724)
  - Португальське королівство — король Жуан V (1706—1750)
- Польща — Август II Фрідріх (1709—1733)
  - Берутувське князівство — Карл Вюртемберг-Бернштадтський (1697—1745)
  - Олесницьке князівство — Карл Фрідріх II Вюртемберг-Ельс (1704—1744)
  - Тешинське герцогство — Карл VI Габсбург (1711—1722); Леопольд I (1722—1729)
- Імператор Всеросійський — Петро I (1721—1725)
- Румунія; Молдова
  - Волоське князівство — господар Ніколаос Маврокордатос (1719—1730)
  - Молдавське князівство — Міхай Раковіце (1716—1726)
- Скандинавія
  - король Данії — Фредерік IV (1699—1730)
  - Король Норвегії — Фредерік IV (1699—1730)
  - Швеція — Фредерік I (1720—1751)
    - Генерал-губернатор Фінляндії — перерва до 1742
- Угорське князівство — король Карл VI Габсбург (1711—1740)
- Україна —
  - Кримське ханство — Саадет IV Ґерай (1717—1724)
  - Гетьман України —
    - Правобережна Україна; османський протекторат — Петро Іваненко (Петрик) (1709—1722); Гордієнко Кость (1722—1724); шведський протекторат — Пилип Орлик (1709—1742)
    - Лівобережна Україна — Іван Скоропадський (1708—1722); Павло Полуботок (1722—1724)
- Французьке королівство — Людовик XV (1715—1774)
  - Люксембурзьке герцогство — Карл VI Габсбург (1713—1740)
  - Льєзьке єпископство — Йозеф Клеменс (1694—1723)
  - Монбельярське графство — Леопольд Ебергард (1699—1723)
  - Монако — князь Антуан І (1701—1731)
  - Оранське князівство — Вільгельм IV Оранський (1711—1751)
  - Савойське герцогство — Віктор-Амадей II (1675—1732)
- Богемське королівство (Чехія) — Карл VI Габсбург (1711—1740)
- Шотландія
- Святий Престол; Папська держава — Папа Римський — Інокентій XIII (1721—1724)
- Вселенський патріарх — Єремія III Константинопольський (1716—1726)

## Азія
- Близький Схід
  - Бейхан (емірат) — Халіб (?-?)
  - Заїдська держава Ємену — Аль-Мутаваккіль аль-Касім (1720—1727)
  - Мамлюцький Ірак — Гюржи Гасан-паша (1704—1723)
  - Османська імперія — Ахмед III (1703—1730)
    - Сідон (еялет) — Генч Ахмед Паша (1718—1722); Дамат Хафіз Ахмед Паша (1722—1723)

  - Шаріфат Мекки — Мубарак ібн Ахмад (1720—1722); Баракат ібн Яґ'я (1722—1723)
  - Халідський емірат — Са'дун бін Мухаммад (1691—1722); Алі бін Мухаммед (1722—1736)
    - Бабан (князівство) — Кхана Мухамед-паша (1721—1732)

  - Вахіді — Гасан бін Гаді аль-Вахіді (1706—1766)
  - Нижня Яфа — Сайф ібн Кахтана аль-Афіфі (1720—1740)
- Персія; Середня Азія
  - Сефевідський Іран — Солтан Хусейн (1694—1722); Тахмасп II (1722—1732)
    - Карабаське беклярбекство — Угурлу-хан II (1702—1722); Махмудкулі-хан (1722—1738)
    - Кубинське ханство — приєднано до Шемахи (1720—1734)
- Індія; Пакистан і Шрі-Ланка
  - Аркот (держава) — наваб Мухаммад Саадатула-хан I (1710—1732)
  - Ахом — Сутанфаа (1714—1744)
  - Барода (князівство) — Піладжі Рао Гайквад (1721—1732)
  - Бахавалпур (князівство) — Мухаммад Мубарак Хан I (1702—1723)
  - Бгаратпур (держава) — Бадан Сінгх (1722—1755)
  - Гархвал (держава) — Прадіп-шах (1709—1772)
  - Горкха (королівство) — Нара Бхупал Шах (1716—1743)
  - Джайпур (князівство) — Джай Сінґх II (1699—1743)
  - Джайсалмер (князівство) — Будх Сінгх (1708—1722); Акхі Сінгх (1722—1762)
  - Джодхпур (князівство) — Аджит Сінґх (1678—1724)
  - Імперія Великих Моголів — Мухаммад Шах (1719—1748)
    - Бенгальська суба — Муршід Кулі-хан (1716/1717-1727)

  - Бенгалія (набобство) — Муршид Кулі-хан (1717—1727)
  - Калат (ханство) — Мір Абдуллах (1715—1730)
  - Канді (королівство) — Віра Нарендра Сінха (1707—1739)
  - Колхапур (князівство) — Самбхаджі II (1714—1760)
  - Майсур (князівство) — Додда Крішнараджа І (1714—1732)
  - Імперія Маратха — Шахуджі (1707—1739); пешва Баджі Рао I (1720—1740)
  - Мевар (князівство) — Санграм Сінґх II (1710—1734)
  - Мустанг (королівство) — Таші Намг'ял (? — ?)
  - Рохілкханд (князівство) — Алі Мохаммед Хан (1721—1748)
  - джатедар (очільник) сикхської конфедерації Баба Дарбара Сінґх (1716—1734)
  - Сіккім (князівство) — Ґ'юрмед Намґ'ял (1717—1734)
  - Тханджавур (князівство) — Серфоджі I (1712—1728)
  - Харан (ханство) — Пурділ (1711—1747)
  - Губернатор Португальської Індії — Франсіско Хосе де Сампайо-і-Кастро (1720—1723)
- Індонезія; Південно-Східна Азія
  - Ачеський султанат — Джамал уль-Алам Бадр уль-Мунір (1703—1726)
  - Аюттхая (королівство) — Тхайса (1709—1733)
  - Банджармасінський султанат — Панембахан Касума Ділага (1717—1730)
  - Бантенський султанат — Абу аль-Махасін Мухаммад Зайнул Абідін (1690—1733)
  - Брунейська імперія — Хуссін Камалуддін (1710—1730)
  - Султанат Гова — Сіраджуддін (1711—1735)
  - Джамбійський султанат — Султан Астра Інгалага (1719—1725)
  - Джохорський султанат — Абдул-Джаліл Рахмат-шах (1720—1722); Сулейман Бадрул Алам-шах (1722—1760)
  - Матарам (султанат) — Амангкурат IV (1719—1726)
  - Ланна (держава) — під владою Ави до 1727
  - В'єнтьян (королівство) — Сеттатірат II (1707—1730)
  - Луанґпхабанґ (королівство) — Онг Кхам (1713—1723)
  - Тямпасак (королівство) — Нокасад (1713—1737)
  - Пагаруюнг — Індермасіях (1674—1730)
  - Перак (султанат) — Алауддін Мугаят-шах (1720—1728)
  - Магінданао (султанат) — Мухаммад Джафар Садік (1710—1736)
  - М'яу-У — Сандавізая I (1710—1731)
  - Кедах (султанат) — Мухаммед Джива Зейнал Аділін II (1710—1778)
  - Нгуєн (тюа) — Нгуєн Фук Тю (1691—1725)
  - Самбаський султанат — Умар Акам уд-дін I (1708—1732)
  - Султанат Сулу — Бадаруддін I (1704—1734)
  - Таунгу — Танінґанвай (1714—1733)
  - Тернатський султанат — султан Амір Іскандар Зулкарнайн Сайфуддін (1714—1751)
  - Тідорський султанат — Гасануддін (1708—1728)
- Кхмерська імперія — Анг Ем (1710—1722); Сатта II (1722—1736)
- Накхонситхаммарат (держава) — ? до 1742
- Китай; Монголія
  - Тибет — Далай-лама VII (1715—1757); старший капон Ханченне (1721—1727)
  - Династія Цін — Сюаньє (1661—1722); Іньчжень (1722—1735)
    - Кумульське ханство — Емін (1711—1740)
- Окінава; Королівство Рюкю — Сьо Кеі (1712—1752)
- Корея
  - Чосон — Кьонджон (1721—1724)
- Середня Азія і Сибір
  - Бухарське ханство — Абу'л-Фаїз-хан (1711—1747)
  - Хотакі. Гільзейське князівство — Мір Махмуд Шах (1717—1725)
  - Дарвазьке шахство — Махмуд-шах (1668—1729)
  - Джунгарське ханство — Цеван Рабдан (1697—1727)
  - Казахське ханство — Болат-хан (1718—1729)
  - Молодший жуз — Абулхайр-хан (1718—1748)
  - Середній жуз — Самеке-хан (1718/1719-1734)
  - Старший жуз — Карт-Абулхайр-хан (1718—1730)
  - Калмицьке ханство — Аюка (1672—1724)
  - Кокандське ханство — Шахрух-бій (1709—1722); Абдурахим-бій (1722—1733)
  - Хаттаське ханство — син Афзал-хана (1710—1730)
  - Хівинське ханство — Шер Газі-хан (1715—1728)
  - Яркендське ханство — Даніял Ходжа (1720—1754)
- Японія — Імператор Накамікадо (1709—1735)

## Африка
- Агадес (султанат) — Осман ібн Мухаммад аль-Мумін (1721—1722); Мухаммад Агг-Аїша (1722—1735)
- Аджаче — Те Агбанлен (1688—1729)
- Алжирський еялет — Мухаммад III (1718—1724)
- Імперія Ашанті — Опоку Варе І (1717—1750)
- Багірмі (королівство) — Бар (1707—1722); Ванджа (1722—1736)
- Бамбара (держава) — Бітон Кулібалі (1712—1755)
- Бамум (держава) — мфон Куту (1682—1757)
- Баол (держава) — Ма-Коду Кумба (1719—1749)
- Борну — Дунама VII (1700/1704—1722); Хадж-Хамдан (1722—1736)
- Буганда — Тебандеке (1704—1724)
- Королівство Бурунді — Мвезі III (1709—1739)
- Ваало — Єрім Мбан'їк Арам Бакар (1716—1732)
- Варсангалійський султанат — гараад Мохамед V (1705—1750)
- Марокканський султанат — Мулай Ісмаїл (1672—1727)
- Вадайський султанат — Харут аль-Зархір (1707—1747)
- Віда (держава) — Хаффон (1708—1727)
- Волоф (держава) — Аль-Бурі Діахер (1721—1740)
- Дарфурський султанат — Ахмад Бакр (1682—1722); Мухаммад Давра (1722—1730)
- Імператор Ефіопії — Бакаффа (1721—1730)
- Єгипетський еялет — Нішаджи Мехмед-паша (1721—1725)
- Королівство Імерина — Андріанцімітовіамініандріана (1710—1730)
- Каарта — Бенефалі (1710—1745)
- Кайор — Меїсса Теінде Ведж (1719—1748)
- Калабарі (держава) — Ігоньяв (1720—1726)
- Касандже — Камбамба ка Кінгурі (1720-ті)
- Конг (держава) — Секу Уатара (1710—1745)
- Койя (королівство) — ? до 1775
- Королівство Конго — Мануель II (1718—1743)
- Луба (імперія) — Каділо Сокела Бота (1705—1725)
- Матамба — Афонсу (1721—1741)
- Мономотапа — мвене-мутапа Саматамбіре Ньямханду (1712—1735)
- Нафана — Кома Діарасуба (1720—1760)
- Нрі — Езіміло (1700—1723)
  - Королівство Орунгу — Рето Ндонго (1700—1730?)
- Салум — Сенгане Кеве Ндіає (1696—1726)
- Сеннарський султанат — Нул (1720—1724)
- Трарза (емірат) — Алі Шанзура (1703—1727)
- Туніс (бейлік) — Аль-Хусейн I (1705—1735)
- Імперія Фута Торо — Буубу Мууса (1721—1724)
- Голландська Капська колонія — Моріц Паскес де Шавонн (1714—1724)
- Португальська Західна Африка — Енріке де Фігейредо-е-Аларкан (1717—1722); Антоніо де Альбукерке Коельо де Карвальо (1722—1725)

## Південна Америка
- Віцекоролівство Перу — Дієго Морсільо (1720—1724)
- Генерал-капітанство Чилі — Габріель Кано-і-Апонте (1717—1733)

## Північна Америка
- Іспанська Флорида — Антоніо де Бенавідес (1718—1734)